# Grazjdanin

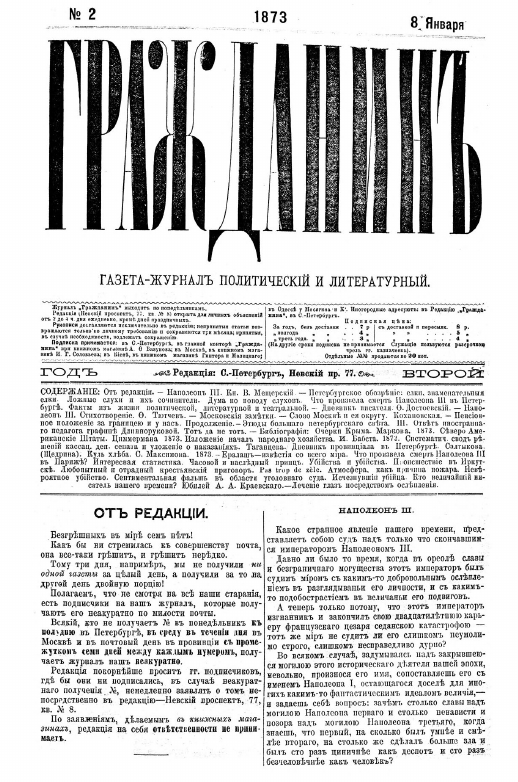

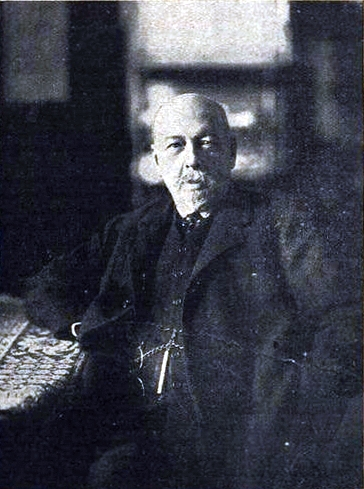
Vladimir Mesjtjerskij

Grazjdanin (ryska: Гражданин, "Medborgaren") var rysk politisk-litterär, ultrakonservativ veckotidning, som uppsattes i Sankt Petersburg 1872 av furst Vladimir Mesjtjerskij (1839–1914) samt företrädde ryska adelns och hovkretsarnas intressen. Den var daglig tidning 1887–95, blev 1896 åter veckotidning och upphörde 1914.